# Amblyseius neoperditus
Amblyseius neoperditus är en spindeldjursart som beskrevs av Moraes och Mesa 1991. Amblyseius neoperditus ingår i släktet Amblyseius och familjen Phytoseiidae. Inga underarter finns listade i Catalogue of Life.